# Drumljica
Drumlica (narečno: dromlja, drumeljca) je ljudsko glasbilo oz. idiofon azijskega izvora. Glasbilo je podkvaste oblike, s prožnim jezičkom v sredini, na katerega se brenka, držeč glasbilo med zobmi. V rabi je v ljudski glasbi alpskega sveta. 